# Reta Beebe

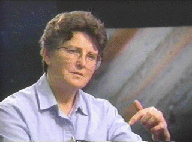
Reta Beebe en 1995

Reta F. Beebe (nacida el 10 de octubre de 1936 en el Condado de Baca, Colorado) es una astrónoma, autora, y divulgadora de astronomía estadounidense. Es una experta en los planetas Júpitery Saturno, y la autora de Jupiterː The Giant Planet. Es una Profesora  emérita del Departamento de Astronomía de la Universidad Estatal de Nuevo México y ganadora de la medalla al Servicio Público Excepcional en 2010 de la NASA.
Beebe pasó muchos años ayudando a planear y dirigir misiones de la NASA, incluyendo las misiones Voyager a los planetas gigantes. Su interés investigador fueron las atmósferas de Júpiter, Saturno, Urano, y Neptuno. Diseñó experimentos para estudiar y medir las nubes y vientos de los planetas gigantes. Trabajó interpretando los datos deGalileo y Cassini y utilizó el Telescopio espacial Hubble para obtener dato atmosférico adicional encima Júpiter y Saturno. Fue miembro  del equipo Shoemaker/Levy en el Instituto de Ciencia del Telescopio Espacial en 1994 cuando el cometa golpeó Júpiter. Anteriormente, presidió el Comité para la Exploración Planetaria y Lunar (COMPLEX), el cual es el comité espacial principal  del Consejo de Investigación Nacional de los Estados Unidos. Más recientemente, estuvo involucrada organizando los datos sobre los planetas gigantes en el sistema de Datos Planetarios de la NASA.  Está a cargo del Nodo de Disciplina de las Atmósferas de ese programa. Sus habilidades archivando datos planetarios también han sido empleadas por la Agencia Espacial Europea.  Presta servicio en el Comité Directivo de la Alianza Internacional de Datos Planetarias.

## Premios
- 1989 Premio Westhafer a la Excelencia en la Enseñanza, Investigación o Actividad Creativa en la Univeresidad Estatal de Nuevo México[7]
- 1998 Premio Dennis W. Darnall al Logro del Profesorado en la Universidad Estatal de Nuevo México[7]
- 2003 Premio Harold Masursky de la División de Ciencias Planetarias de laSociedad Astronómica Estadounidense[5]
- 2010 Medalla de Servicio Público Excepcional de la NASA[2]